# Herb Rumi
Herb Rumi – jeden z symboli miasta Rumia w postaci herbu.

## Wygląd i symbolika
Herb przedstawia w czerwonym polu tarczy srebrną krzywaśń w lewo, z prawej u głowicy złotą dwuramienną odwróconą kotwicę, z lewej u podstawy złote koło młyńskie.
Odwrócona kotwica nawiązuje do znaku używanego przez Świętopełka II Wielkiego, księcia Pomorza Gdańskiego, używana do dziś jako znak Ruchu Kaszubskiego. Młyńskie koło symbolizuje wiele urządzeń rolniczych (np.: młyn) stosowanych na terenach kaszubskich. Srebrny pas przebiegający przez środek nawiązuje do rzeki przepływającej przez Rumię (Zagórska Struga).

## Historia
Rada Miejska dnia 24 lutego 1994 roku powołała specjalną komisję do spraw zmiany dotychczasowego wizerunku herbu miasta Rumi. W skład Komisji powołani zostali: Wacław Odyniec, Błażej Śliwiński, Jacek Banach z Instytutu Historii Uniwersytetu Gdańskiego, Aleksander Kuźmin z Polskiego Towarzystwa Genealogiczno-Heraldycznego, redaktor „Gdańskich Zeszytów Numizmatycznych” oraz Ludwik Bach przewodniczący Rady Miejskiej Rumi. Jednocześnie ogłoszono ponowny konkurs na herb Rumi. Za projekt spełniający wszelkie oczekiwania uznano propozycję, autorstwa Ryszarda Hinca, mieszkańca Rumi. 14 kwietnia 1994 Rada Miasta zatwierdziła projekt nowego herbu.